# The Tomb
«The Tomb» (с англ. — «Гробница») — четвёртый эпизод американского телесериала «Лунный рыцарь» (2022), основанного на одноимённом персонаже Marvel Comics. В этом эпизоде Стивен Грант вместе с Лейлой и Марком проникают в гробницу Амат в Египте, сталкиваясь с Хэрроу и его приспешниками. Действие эпизода происходит в медиафраншизе «Кинематографическая вселенная Marvel» (КВМ), разделяя преемственность с фильмами франшизы. Сценарий к нему написали Алекс Минихан, Питер Кэмерон и Сабир Пирзада, а режиссёрами выступили Джастин Бенсон и Аарон Мурхед.
Оскар Айзек исполняет роль Марка Спектра / Лунного рыцаря и Стивена Гранта. Главные роли также исполняют Мэй Каламави и Итан Хоук.
Эпизод «Гробница» был выпущен на Disney+ 20 апреля 2022 года.

## Сюжет
Аватар бога Осириса, Селим, помещает каменную статуэтку (ушебти) с заточённым в ней богом луны Хонсу на стенд с остальными заточёнными в статуэтки богами.
После заточения Хонсу Стивен Грант теряет исцеляющий костюм, сверхспособности и сознание, после чего Лейла пытается его пробудить. Внезапно на них нападают боевики, однако Лейле удаётся их уничтожить при помощи фальшфейера. Стивен приходит в себя, и они отправляются к гробнице. По пути Стивен рассказывает Лейле о их с Марком уговоре об освобождении Стивена после исчезновения Хонсу. Стивен и Лейла подъезжают к каньону, и им приходится идти пешком. Миновав каньон, они выходят ко входу в гробницу. Во время поиска припасов Марк узнаёт, что Стивен влюбился в Лейлу, и начинает угрожать ему. Во время надевания экипировки для спуска в гробницу, Стивен целует Лейлу, что вынуждает Марка ударить лицо, которым владеет Стивен и спустить его в шахту без снаряжения.
Спустившись в начало гробницы, Стивен раскрывает структуру лабиринта гробницы, представляющую из себя глаз бога Гора. Лейла догадывается, что последним аватаром богини Амат был фараон, захороненный в этой гробнице. Они пробираются дальше и натыкаются на столы со свежей кровью и плотью. Они слышат выстрелы в глубине гробницы и решают найти другой путь. Внезапно появляется неизвестное слепое существо и расчленяет пожилого человека. Из-за шума, случайно спровоцированного Стивеном, Лейла разделяется с ним и убегает в изначальный путь, в то время как Стивен — в альтернативный. Попав в пещеру с пропастью, Лайла её переходит, и внезапно её атакует то самое слепое существо, однако ей удаётся убить его и сбросить в пропасть. Она замечает, что за всем следил Артур Хэрроу и вступает с ним в диалог. Хэрроу раскрывает Лейле, что Марк Спектор причастен к гибели её отца — Абдуллы Эль-Фаоли. Лейла уходит, и приспешники Хэрроу сообщают ему, что они нашли альтернативный путь к гробнице.
Стивен, пройдя по альтернативному пути, находит гробницу и идентифицирует её как Македонскую. Грант догадывается, что фараоном и последним аватаром богини Амат являлся царь и полководец Александр Македонский. Открыв саркофаг по идее Марка, Стивен приходит к выводу, что ввиду того, что Александр был аватаром и голосом Амат, ушебти с ней находится внутри мумии Александра. Разорвав ткань и проникнув в желудок Александра, Стивен достаёт ушебти с заточённой в ней богиней Амат. Появляется Лайла и вынуждает Стивена передать контроль Марку и спрашивает о его причастности к гибели её отца. Марк рассказывает, что его напарник по команде из жадности казнил всех археологов и самого Марка, пытающегося остановить его. Появляется Хэрроу и пытается уговорить Марка отступить, однако последний отказывается и убивает трёх соратников Артура. Хэрроу достаёт револьвер, два раза стреляет в Марка и заявляет, что не может спасти того, кто сам этого не хочет. Марк падает в воду за гробницей и теряет сознание.
Действие переносится в психиатрическую лечебницу, в которой Марк, Лейла, Донна и многие его знакомые являются пациентами, играющими в бинго, а приспешники Хэрроу — врачами и санитарами, в то время как сам Хэрроу является главным психиатром. Лейла забирает листок Марка и заявляет, что он победил, после чего уходит. Марк пытается призвать Стивена, однако у него не выходит, и он падает с фигуркой, облачённой в церемониальную броню из храма Хонсу. Марка отводят к Хэрроу и, после его монолога о реальности, Марк, вспомнив, что Артур застрелил его, сбегает из кабинета Хэрроу. По пути он натыкается на комнату с саркофагом, в которой, как оказалось, был заточён Стивен. Марк и Стивен разговаривают друг с другом на физическом уровне и решают сбежать. По пути они находят ещё один саркофаг, однако проходят мимо. Достигнув выхода, в дверях появляется богиня Таурт с головой гиппопотама, оставляя Марка и Стивена в полнейшем шоке.

## Маркетинг
Постер к эпизоду был представлен официальным аккаунтом сериала в Твиттере за день до его выхода.

## Релиз
Эпизод «Гробница» был выпущен на стриминговом сервисе Disney+ 20 апреля 2022 года.

## Реакция
На сайте-агрегаторе рецензий Rotten Tomatoes эпизод имеет рейтинг 100 % со средней оценкой 8,3 из 10 на основе 9 отзывов. Мэтт Фоулер из IGN дал серии 9 баллов из 10 и написал, что это было «сумасшедшее катакомбное приключение, в котором всё сводилось к Стивену, Лайле и Марку, их сложной любовной динамике и большому секрету, нависшему над всем». Мануэль Бетанкур из The A.V. Club поставил эпизоду оценку «B» и сравнил с серией «И снова всё в порядке» из сериала «Баффи — истребительница вампиров» (1997—2003). Кирстен Говард из Den of Geek присвоила «Гробнице» 3 звезды из 5 и сравнила с телесериалом «Легион» (2017—2019). Джошуа Ривера из Polygon подчёркивал, что эпизод хорош потому, что «в гробнице Амат есть замечательные декорации», и потому, что в ней «сталкиваются [сюжетные] арки каждого персонажа». Шон Кин из CNET сравнил серию с фильмом «Мумия» (1999). Кофи Оутлау из ComicBook.com посчитал, что третьей личностью главного героя является Джейк Локли из комиксов Marvel. Мэгги Боччелла из Collider дала «Гробнице» оценку «A+» и написала, что «КВМ расширяется, как никогда ранее». Лия Марилла Томас из Vulture отмечала, что слова Гранта в начале эпизода про протеиновый коктейль, «должно быть, самое дерзкое из того, что Стивен сказал Марку». Бен Шерлок из Game Rant вручил эпизоду 4 звезды с половиной из 5 и посчитал, что фильм, из которого Марк придумал Стивена Гранта, «обеспечил самый восхитительно сумасшедший переход» между сценами.

## Комментарии
1. ↑  Перед этим показывается видеоролик фильма, в котором рассказывается о путешественнике и докторе Стивене Гранте.
2. ↑  Буквально как два разных человека с одинаковой внешностью.